# Коган, Марк Иосифович
Марк Иосифович Коган (1922—2013) — советский, российский адвокат.

## Юность
Родился в семье торгового работника. Служил в отдельном пулемётном батальоне в 1-й Краснознамённой Дальневосточной армии. В 1942—1944 учился на юридическом факультете Московского государственного университета (МГУ).

## Арест, лагерь, ссылка
В 1944 году был арестован по обвинению в участии в деятельности антисоветской молодёжной группы. По этому же делу проходили тогдашние студенты московских высших учебных заведений Валерий Фрид и Юлий Дунский (позднее известные кинодраматурги), будущий профессор Московского физико-технического института Михаил Левин, Нина Ермакова, после освобождения вышедшая замуж за будущего Лауреата Нобелевской премии Виталия Гинзбурга) и др. Всего по делу было арестовано 13 человек. Группе вменялось, что они готовили покушение на Сталина, когда его кортеж будет проезжать по Арбату в Кремль. Следователей даже не смущало, что окно комнаты, где собиралась молодёжная компания, выходило не на Арбат, а в переулок. Но возможно, что именно это послужило тому, что их не расстреляли, а «всего лишь» арестовали. В 1945 решением Особого совещания (ОСО) при НКВД СССР был приговорён к пяти годам лишения свободы «за участие в антисоветской группе и за антисоветскую агитацию».
Первоначально отбывал наказание в отдельном лагерном пункте (ОЛП № 1) в Ховрино, в 1949 переведён в Дубравлаг. В августе 1949 освобождён из лагеря и отправлен на вольное пожизненное поселение в Кзыл-Орду (Казахстан), где работал юристом на мясокомбинате. С 1952 жил и работал в Алма-Ате, где завершил высшее юридическое образование в Казахском государственном университете.

## Юридическая работа в Москве
В 1956 смог вернуться в Москву. Подал заявление о приёме в Московскую городскую коллегию адвокатов (МГКА), но получил отказ. Работал главным юрисконсультом одного из главков Министерства торговли СССР, начальником юридического отдела московской конторы «Росбакалеи». Одновременно получил высшее экономическое образование, затем защитил в Московском институте народного хозяйства имени Г. В. Плеханова диссертацию на соискание учёной степени кандидата юридических наук, посвящённую договору консигнации (однако, так как это понятие отсутствовало в советском праве, то официальным названием темы было: «Правовое регулирование хранения товаров на складах»). После защиты диссертации работал заведующим правовым сектором Центрального научно-исследовательского института информации и технико-экономических исследований (ЦНИИТЭИ) Минмясомолпрома СССР.

## Адвокат
В 1975 был принят в Московскую городскую коллегию адвокатов, несмотря на протест со стороны Управления юстиции Мосгорисполкома. Официальной мотивировкой протеста была важность его научной работы для народного хозяйства; по мнению самого Когана, реальными причинами были политическая неблагонадёжность и строптивый характер (позднее Коган получил известность в адвокатском сообществе, как «строптивый адвокат»; это же определение вошло в название его автобиографической книги). С 2002 — адвокат Адвокатской палаты города Москвы.
Получил известность в качестве защитника по уголовным делам, в том числе по экономическим преступлениям. Вёл дела как в Москве, так и в Ереване, Тбилиси, Баку, Алма-Ате, Ашхабаде, Иркутске, Вильнюсе, Риге, Махачкале и других городах.
На процессе об обрушении пешеходного моста на станции Пушкино (Московская область) защищал начальника отдела инженерных сооружений управления Московской железной дороги Иванова, обвинённого в нарушении дисциплины и правил движения железнодорожного транспорта, повлёкшем за собой человеческие жертвы. Добился переквалификации обвинения на менее значительное (халатность), что привело к приговору к небольшому сроку лишения свободы. В ходе защиты использовал аргументы из тогда малоизвестной в СССР «теории трещин» в сопромате.

В середине 1980-х годов осуществлял в Московском областном суде защиту подростка, обвинённого в убийстве водителя такси с целью ограбления. Это дело приобрело в то время общественное значение из-за попыток работников правоохранительных органов дискредитировать адвоката, о чём в 1987 писала «Литературная газета» (в номере от 17 июля). На Когана было оказано сильное давление, против него было возбуждено уголовное дело по обвинению подстрекательстве к взяточничеству. Следственные органы и суд требовали заменить Когана в этом деле другим защитником. Позднее он вспоминал: 

За мной уже было установлено наружное наблюдение, телефон явно прослушивался, и даже в моём автомобиле умудрились поставить «жучок»… Я устраивал «экспериментальные» разговоры в автомобиле, и они тут же становились известны следователям — по другим делам. Кроме того, за моей машиной везде следовал «хвост». Конечно, это меня не очень пугало, а больше потешало. Когда же мне надо было от «хвоста» избавиться, я заезжал к одному своему другу, который жил в старом доме на Ленинском проспекте, где был чёрный ход, выходящий во двор. А из его двора был проход в соседний двор или прямо в Нескучный сад. Но всё это отнимало много времени и нервировало. А они к этому и стремились. По ночам раздавались телефонные звонки, и сам Коротаев или его подручные поносили меня как могли и напоминали, что мне в Лефортово уже приготовлена камера.

Активная и бескомпромиссная позиция адвоката привела к тому, что дело в отношении его подзащитного вначале было направлено на дополнительное расследование, а затем прекращено за недоказанностью вины. Было прекращено и дело в отношении самого Когана.
В 1989 по просьбе А. Д. Сахарова представлял в Верховном суде РСФСР интересы бастовавших шахтёров объединения «Воркутауголь» (по делу о признании забастовки незаконной).
М. И. Коган являлся одним из инициаторов создания Союза Адвокатов СССР, участвовал в Учредительном съезде этой общественной организации. Награждён почётными грамотами Международного союза (содружества) адвокатов за заслуги в создании Союза адвокатов СССР, развитие Международного адвокатского движения и повышение престижа адвокатской профессии. Возглавлял криминалистическую секцию общественного института судебной защиты при президиуме МГКА, затем руководил этим институтом. Автор более 50 работ по проблемам экономических преступлений и адвокатской практики, мемуаров «Записки строптивого адвоката» (М., 2002).
В 1994—1997 жил в Германии. Затем вернулся в Россию, где возобновил адвокатскую практику в адвокатской конторе «Приоритет».
В 2000-х годах защищал по назначению молодого человека, обвинённого в убийстве. Подзащитный был приговорён районным судом к 10 годам лишения свободы; городской суд оставил приговор без изменения. Обвинения были основаны не на достоверных доказательствах, а на предположении, что подзащитный находился в определённое время в определённом месте; это предположение было основано на противоречивых показаниях свидетелй-подростков, которые не были непосредственными свидетелями преступления и к тому же, по показаниям их педагога, страдали забывчивостью. При этом несмотря на ходатайства защиты свидетели, которые могли предоставить обвиняемому алиби, не были допрошены ни в ходе предварительного следствия, ни в ходе судебного разбирательства. Представляя интересы своего подзащитного в Европейском суде по правам человека, Коган смог добиться признания того, что судебное разбирательство в российских судах не отвечало требованиям статьи 6 Конвенции о защите прав человека и основных свобод, а сам подзащитный в нарушение статьи 3 этой же Конвенции подвергался унизительному обращению в следственном изоляторе и исправительной колонии, куда он был направлен отбывать наказание. Установив эти нарушения, Европейский суд по правам человека своим постановлением от 13.07.2006 года по жалобе № 26853/04 взыскал с властей России 25000 евро компенсации морального вреда и 3285 евро судебных издержек. Позднее Президиум Верховного Суда Российской Федерации своим постановлением от 29.08.2007 года № 290-П07, пересмотрев дело ввиду новых обстоятельств, отменил судебные акты районного и городского судов и направил дело на новое рассмотрение в суд первой инстанции.
24 апреля 2012 года Коган был награждён золотой медалью им. Ф.Н. Плевако с формулировкой «За крупный вклад в развитие адвокатуры России и укрепление её единства, подготовку квалифицированных юридических кадров».

## Смерть
Умер в 2013 году на 91-м году жизни.

## Наследие
3 декабря 2024 года на специальной выставке, приуроченной ко Дню юриста и вручению Высшей юридической премии «Юрист года», Коган был представлен одним из трёх уже умерших российских адвокатов, практиковавших в постсоветский период, оставивших наиболее яркий след в истории отечественной адвокатуры.

## Внешние ссылки
- Биография с сайта Сахаровского центра